# BBC Scotland
BBC Scotland mit Sitz in Glasgow ist ein Teil der British Broadcasting Corporation, der öffentlich-rechtlichen Rundfunkanstalt des Vereinigten Königreichs. Es ist de facto die nationale Rundfunkanstalt Schottlands, die autonom vom BBC Sitz in London ist.
BBC Scotlands größter Konkurrent ist STV (früher Scottish Television und Grampian Television), das trotz seines Namens nicht schottlandweit sendet. STV-Sendungen beschränken sich auf die Ballungszentren Nord- und Mittelschottlands, während ITV Border den südlichen Teil abdeckt.

## Sendezentrum und Studios

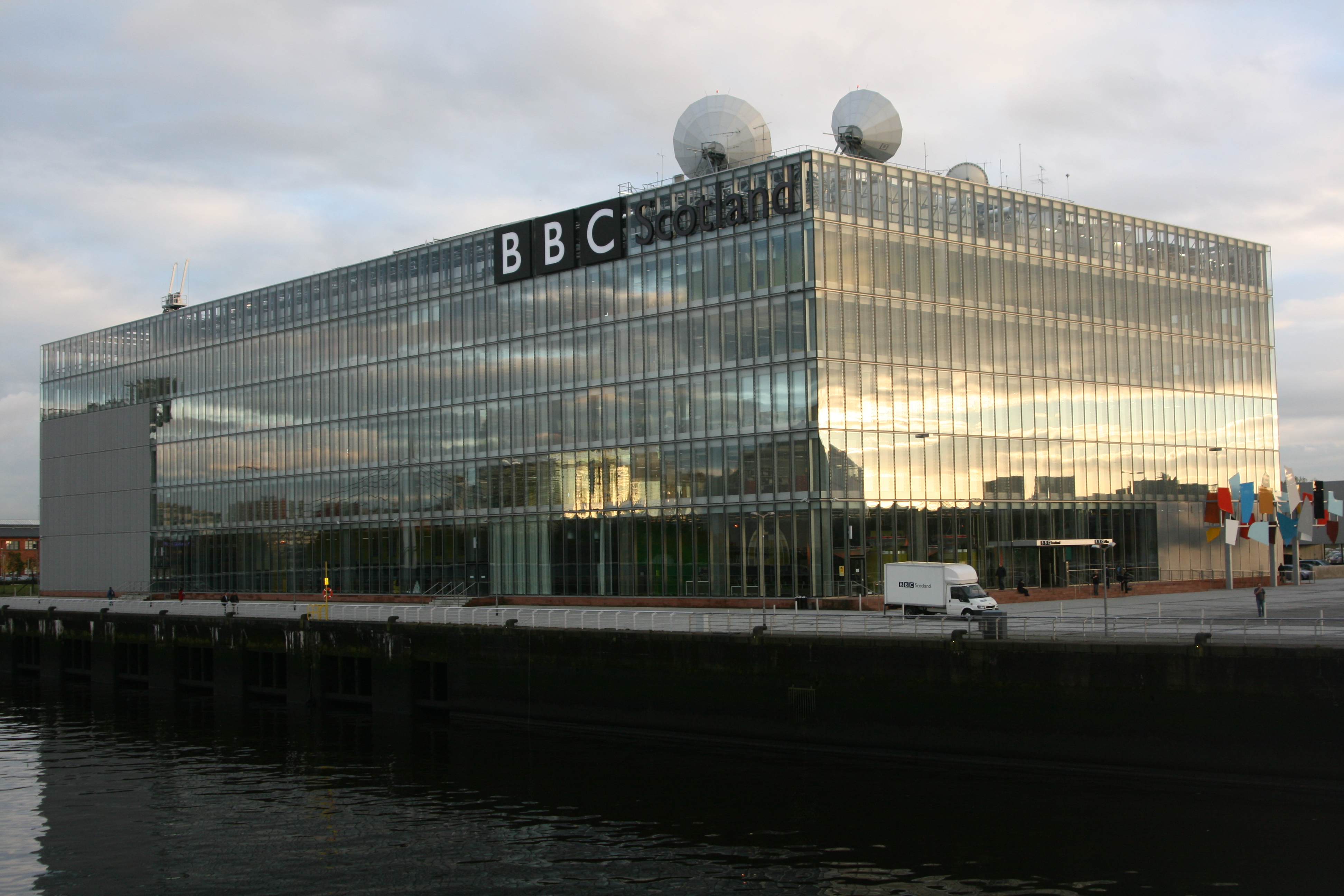
Das BBC Pacific Quay ist der Sitz von BBC Scotland in Glasgow

Sendegebiet von BBC Scotland im Vereinigten Königreich (rot)

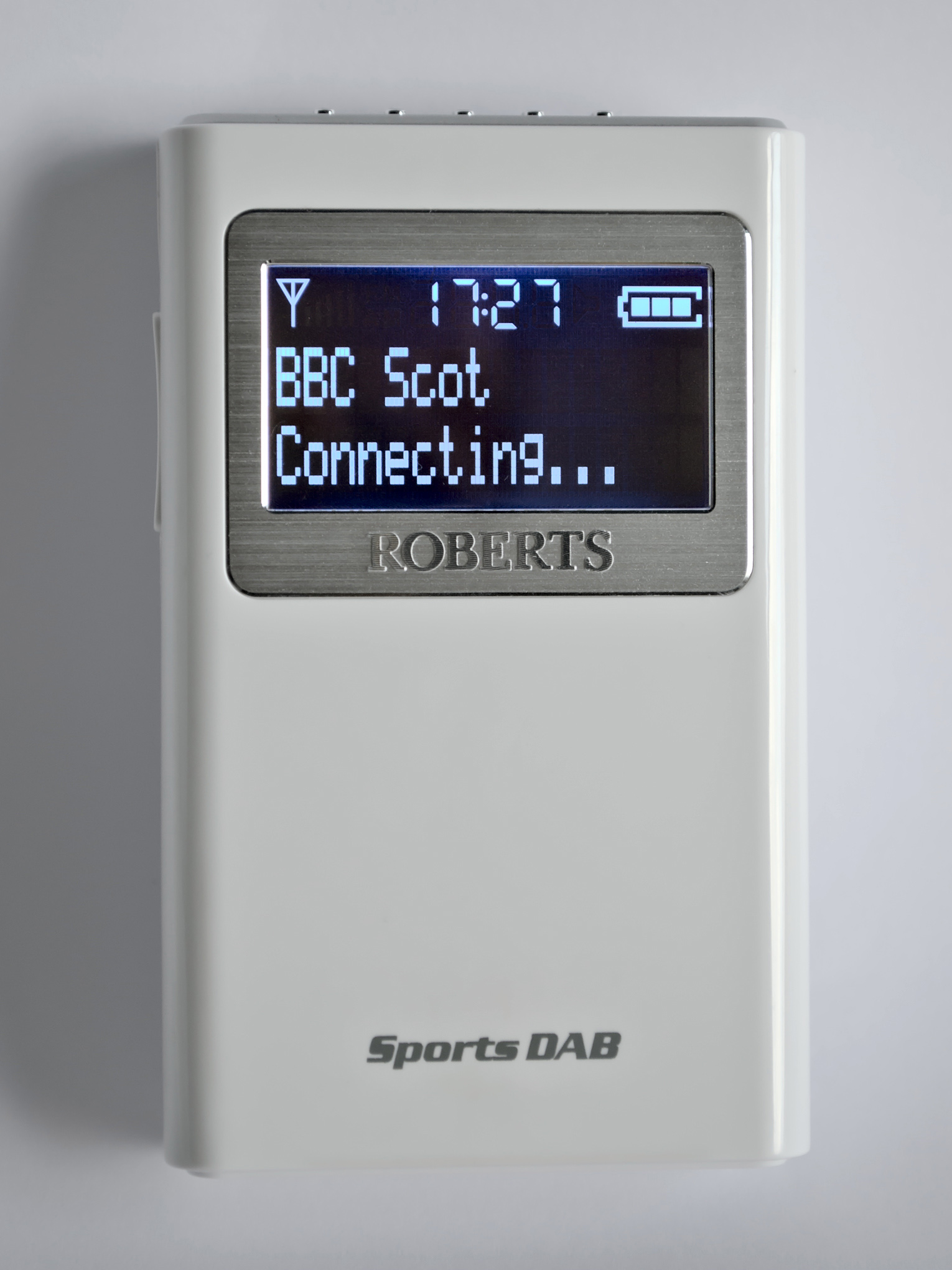
Verbindung mit BBC Scotland

Das BBC Pacific Quay in Glasgow liegt am Pacific Quay am südlichen Ufer des River Clyde neben der STV-Zentrale und dem Glasgow Science Centre und wurde am 20. September 2007 eröffnet. Der Bau von David Chipperfield ist seitdem der Hauptsitz von BBC Scotland und verfügt über Studios, Büros und technische Sendeeinrichtungen. BBC Scotland hat auch Büros mit einer Nachrichtenredaktion sowie ein kleines Fernsehstudio und ein Radiostudio in der Nähe vom Schottischen Parlament. Zusätzlich besitzt die Rundfunkanstalt noch ein Büro im Parlament. Verteilt über Schottland, hat BBC Scotland noch Studios in Aberdeen, Dundee, Inverness und in Dumfries.

## BBC Scottish Symphony Orchestra
Das BBC Scottish Symphony Orchestra war auch bis 2006 in der BBC Scotland’s Queen Margaret Drive Basis ansässig, bevor es ins Stadtzentrum zog. Das Orchester tritt regelmäßig in Schottland und auch weltweit auf.

## Fernsehen
- BBC Scotland ist am 24. Februar 2019 in Betrieb genommen worden. Er zeigt im Gegensatz zu BBC One Scotland und dem ehemaligen BBC Two Scotland nicht nur in einzelnen Programmpunkten vom englischen Pendant abweichende schottische Inhalte, sondern überwiegend solche.[2]
- BBC One Scotland ist die führende Station und bietet einen Mix aus eigen produzierten Comedy, Drama, und Nachrichten sowie einen Teil des englischen BBC One.

BBC Scotland ist außerdem für BBC Alba verantwortlich. Der Sender wurde von der BBC und MG Alba gegründet.
Ehemalige Fernsehsender
- BBC Two Scotland glich in großen Teilen BBC Two, es bot jedoch auch schottische Nachrichten und einen Mix aus in Gälisch gesendeten Kinder-, Jugend- und Nachrichtensendungen. Ebenso übertrug es öfter aus dem Schottischen Parlament. Der Betrieb wurde zugunsten des BBC Scotland Kanals am 17. Februar 2019 eingestellt.[3]

## Hörfunk
- BBC Radio Scotland sendet auf 92–95 FM und 810 MW
- BBC Radio nan Gàidheal sendet auf 103,5–105 FM in schottisch-gälischer Sprache

Lokalsender
- BBC Radio Orkney sendet auf Orkney auf 93.7 FM
- BBC Radio Shetland sendet auf Shetland auf 92.7 FM